# Symphurus lubbocki
Symphurus lubbocki är en fiskart som beskrevs av Munroe, 1990. Symphurus lubbocki ingår i släktet Symphurus och familjen Cynoglossidae. Inga underarter finns listade i Catalogue of Life.